# سمير حسن
سمير حسن هو صحفي يعمل في قناة الجزيرة مراسلاً في البوسنة والهرسك ودول الاتحاد اليوغسلافي السابق. ألتحق بالقناة يوم 1/1/1998.

## المؤهلات والخبرات
-دبلوم محاسبة من جامعة الإسكندرية في مصر 1990.
- مراسل التلفزيون الكويتي 1996-1997.
- مراسل إذاعة الكويت 1995.
- مراسل إذاعة فرنسا الدولية القسم العربي 1993-1994.
- صحفي في صحيفة الشرق الأوسط 1993.
- صحفي في صحيفة الحياة 1992.

## المصدر
- الجزيرة نت